# 丹生川上神社上社
丹生川上神社上社（にうかわかみじんじゃかみしゃ）は、奈良県吉野郡川上村迫にある神社。式内社（名神大社）および二十二社（下八社）の論社。旧社格は官幣大社で、現在は神社本庁の別表神社。
社名は下市町の丹生川上神社下社に対するものである。

## 祭神
主祭神
- 高龗神 （たかおかみのかみ）

配神
- 大山祇神
- 大雷神

以前は罔象女神を主祭神としていたが、1922年（大正11年）の現丹生川上神社（中社）との併合に際して、高龗神に改めた。高龗神は、古くから祈雨・止雨の神とされている。

## 歴史
明治初年までは高龗神社という小規模な祠で、その由緒も不詳であるが、大滝ダム建設に伴う境内の発掘調査により宮の平遺跡が発見され、本殿跡の真下から平安時代後半（11世紀末）以前に遡る自然石を敷き並べた祭壇跡が出土し、また付近からは、縄文時代中期末から後期初め（約4000年前）にかけての祭祀遺跡と見られる、立石を伴う環状配石遺構が出土したため、途中奈良・古墳時代にかけての断絶が認められるものの、当神社の祭祀空間としての機能は縄文時代にまで遡る可能性が出てきた。
明治6年（1873年）に郷社に列したが、当時の官幣大社丹生川上神社（現在の下社）少宮司江藤正澄が、下社の鎮座地は寛平7年（895年）の太政官符（『類聚三代格』所収）に記す丹生川上神社の四至境域に合致しないことを指摘して当神社を式内丹生川上神社に比定し、翌明治7年には当神社を下社所轄の神社とするとともに、下社を「口の宮」、当神社を「奥の宮」と称した。その後江藤説が認められて、明治29年（1896年）に「口の宮」を「丹生川上下社」、当神社を「同上社」と改称し、2社を合わせて「官幣大社丹生川上神社」となった。
だが、大正（1915）4年 、現・中社のある東吉野村出身の森口奈良吉が『丹生川上神社考』を著して、「蟻通神社（現丹生川上神社・中社）＝丹生川上社説」を唱え、これが受け入れられたため、同11年（1922年）10月12日内務省告示で「郷社丹生川上神社、奈良県吉野郡小川村鎮座、祭神罔象女神。右官幣大社丹生川上神社中社ト定メラルル旨被仰出」とされ、上社・下社は中社に包括される形で、改めて3社を合わせて「官幣大社丹生川上神社」とされた。その際、上社の祭神は罔象女神から郷社時代と同じ高龗神に再び戻された。
第二次大戦後の昭和27年（1952年）に独立し、現在は神社本庁に属して、その別表神社とされている。

## 境内
現在の本殿は三間社流造銅板葺。旧境内地が大滝ダムの建設に伴い水没することになったため、伊勢神宮旧社殿の古材を用い平成10年に造営された。なお、旧社殿は大正6年（1917年）の造築にかかるもので、飛鳥坐神社（高市郡明日香村）に移築され、同神社の本殿などとなっている。

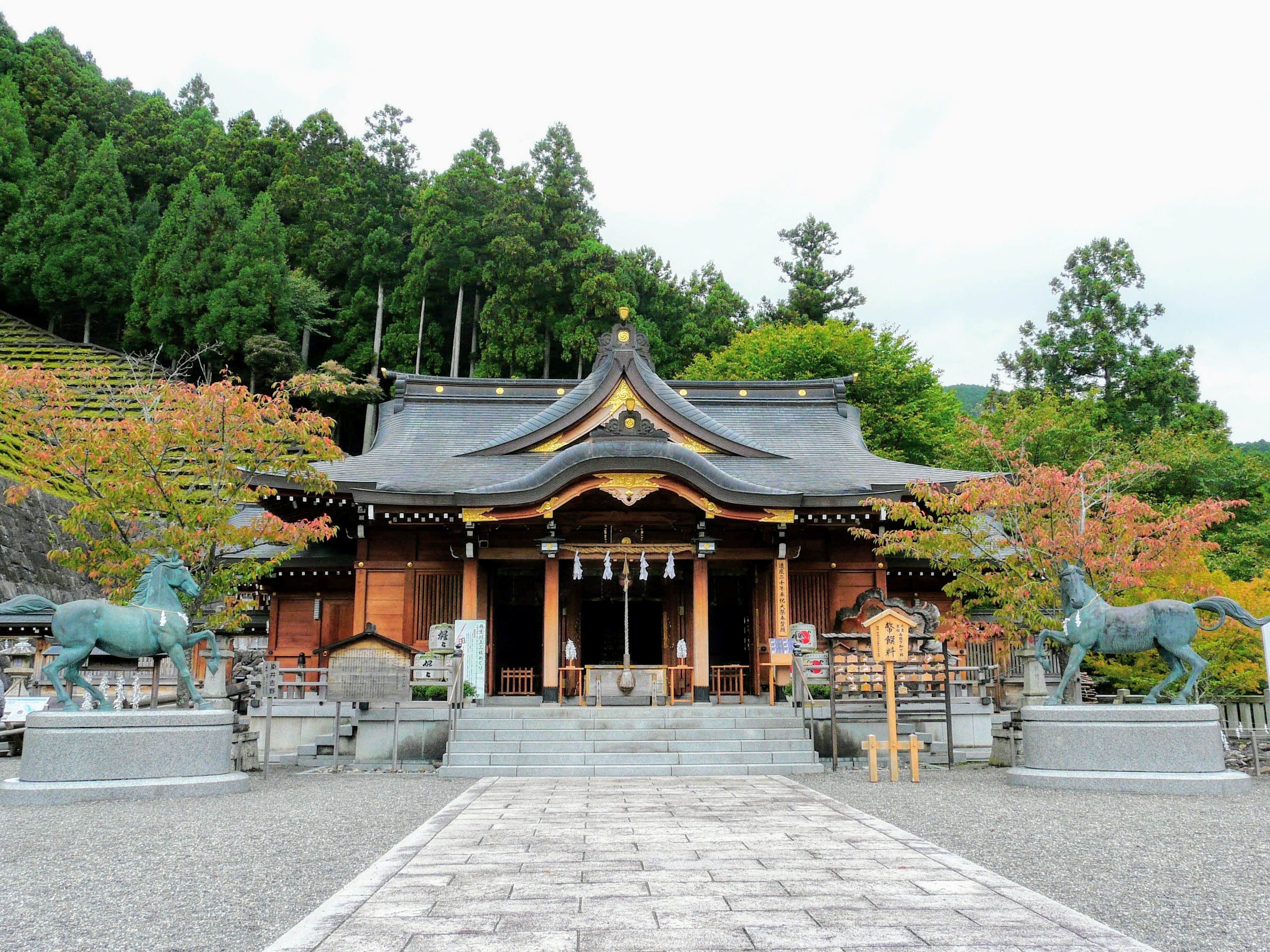
拝殿
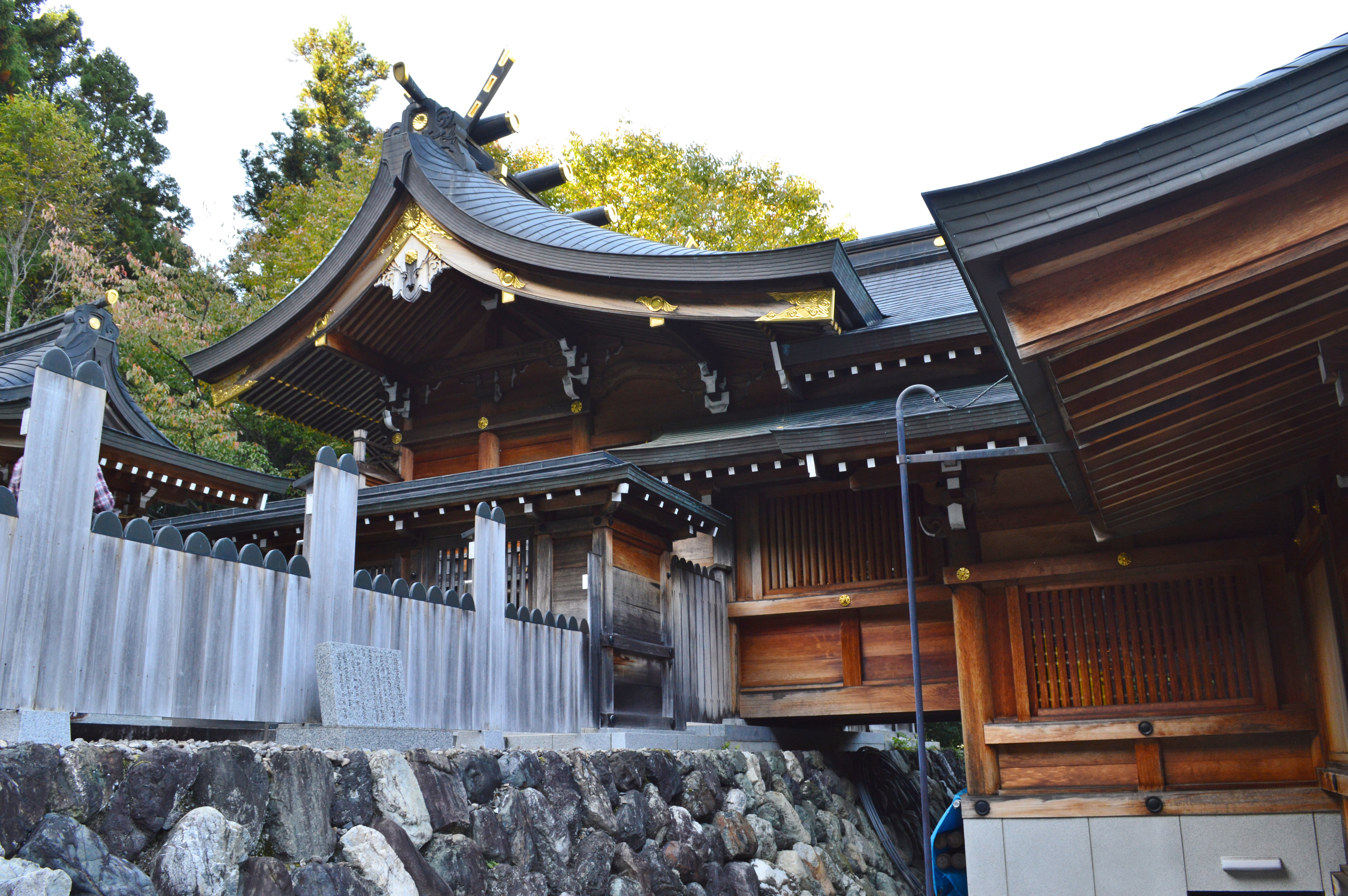
本殿
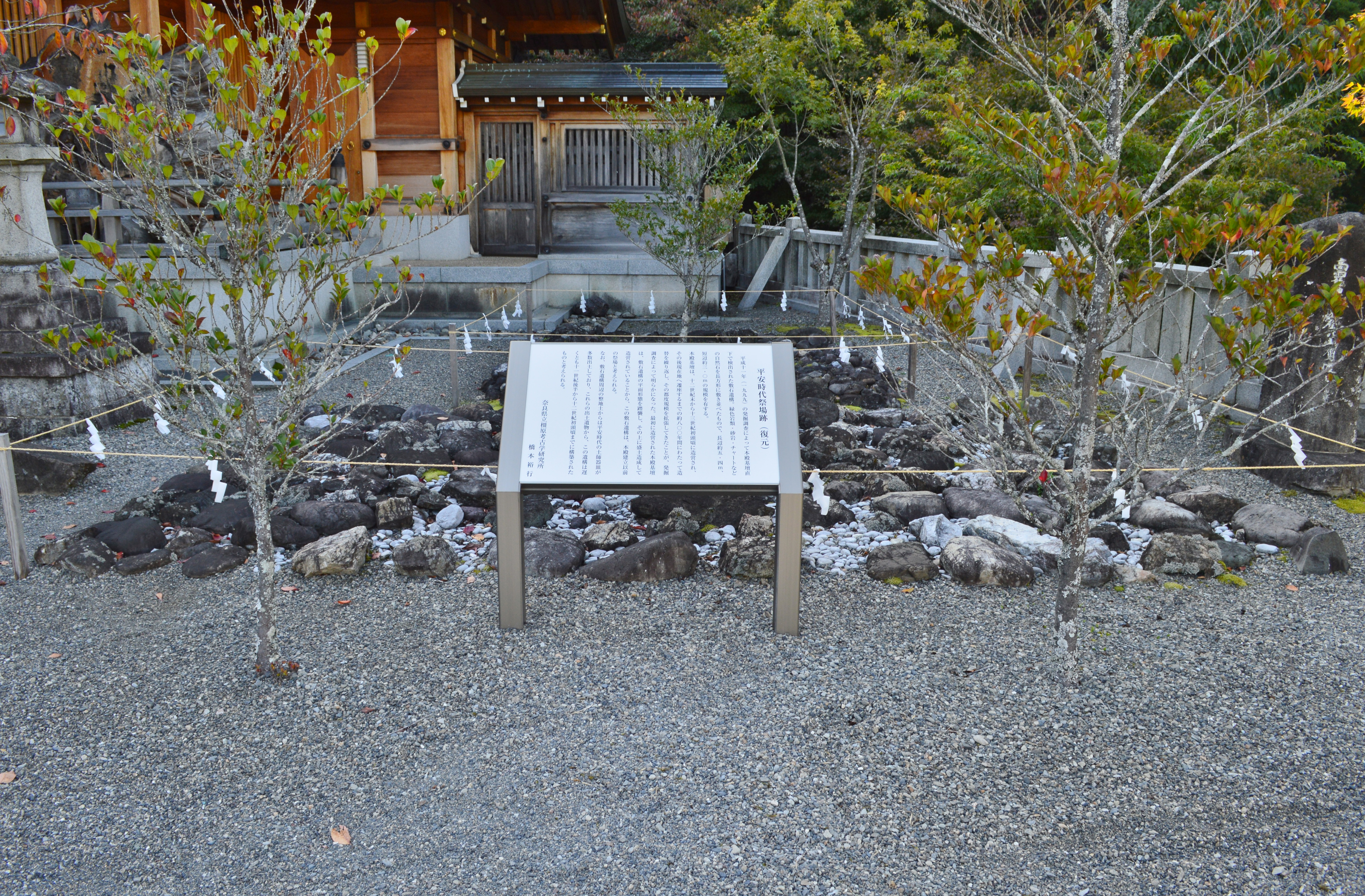
祭祀遺構（復元）
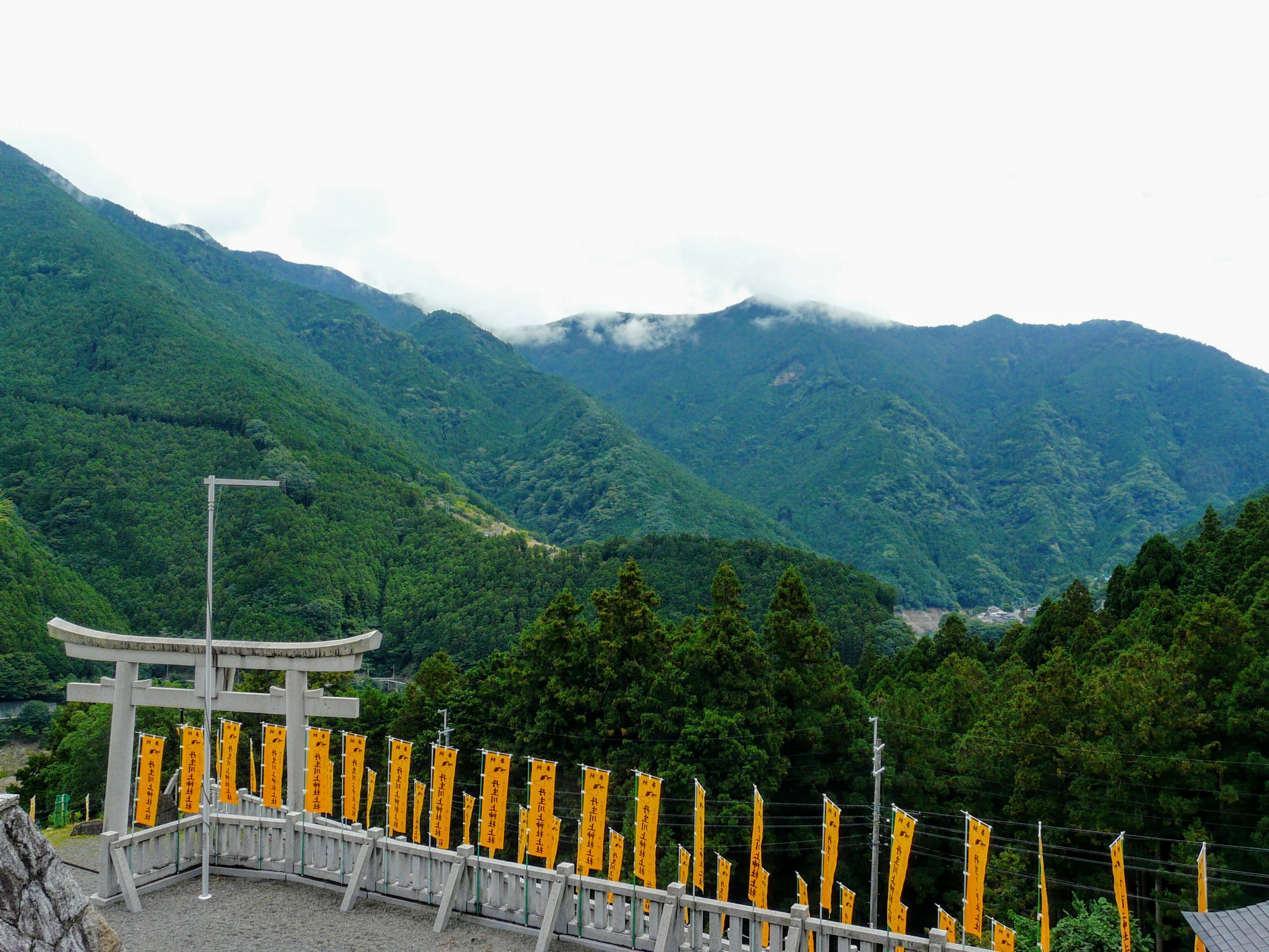
拝殿前方あたりから見た光景

## 摂末社
- 愛宕社（火武須毘神）
- 恵比須社（大国主神・言代主神）
- 水神社（弥津波能売神）
- 山之神社（大山祇神）

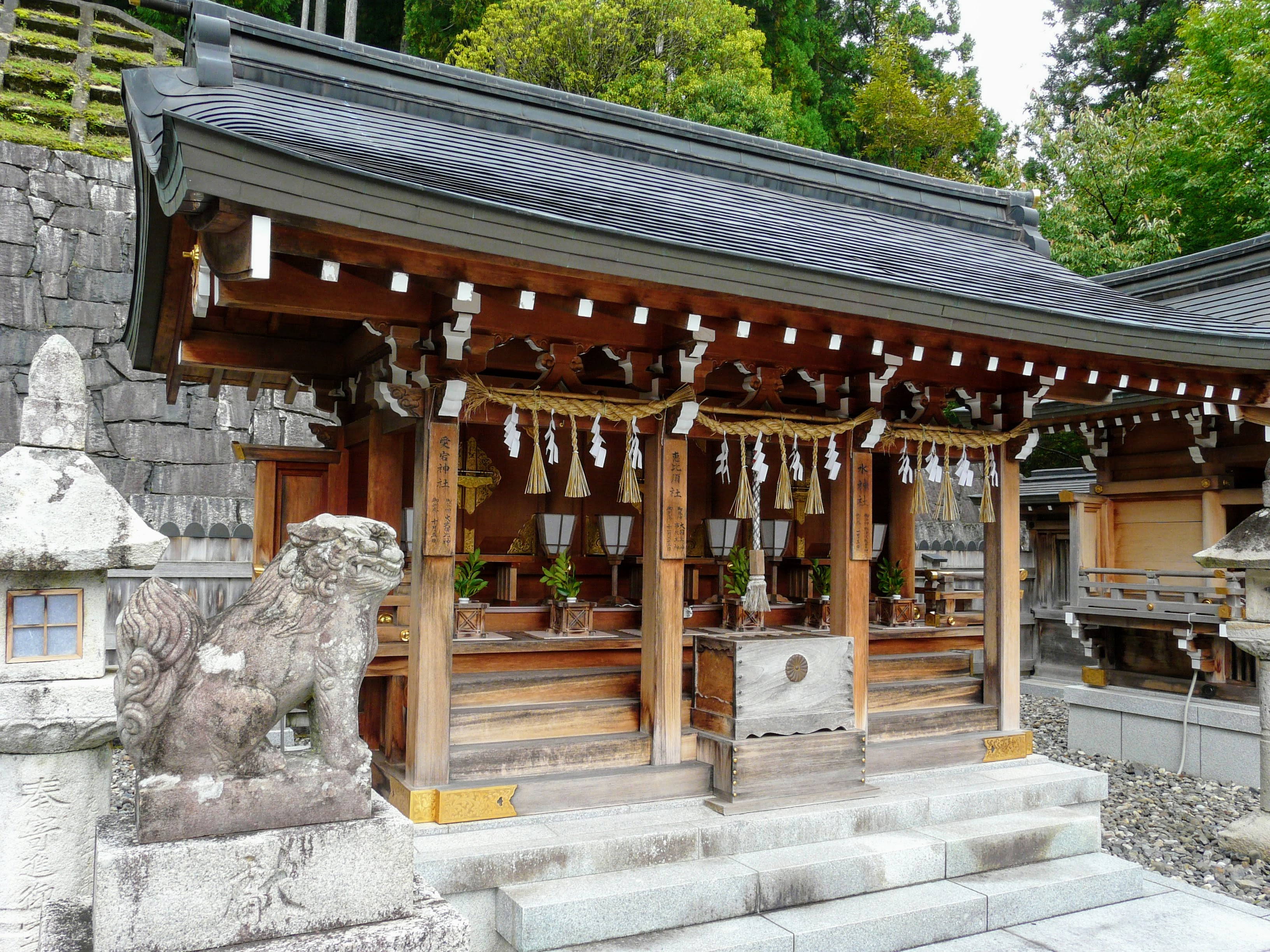
左より愛宕神社、恵比寿社、水神社
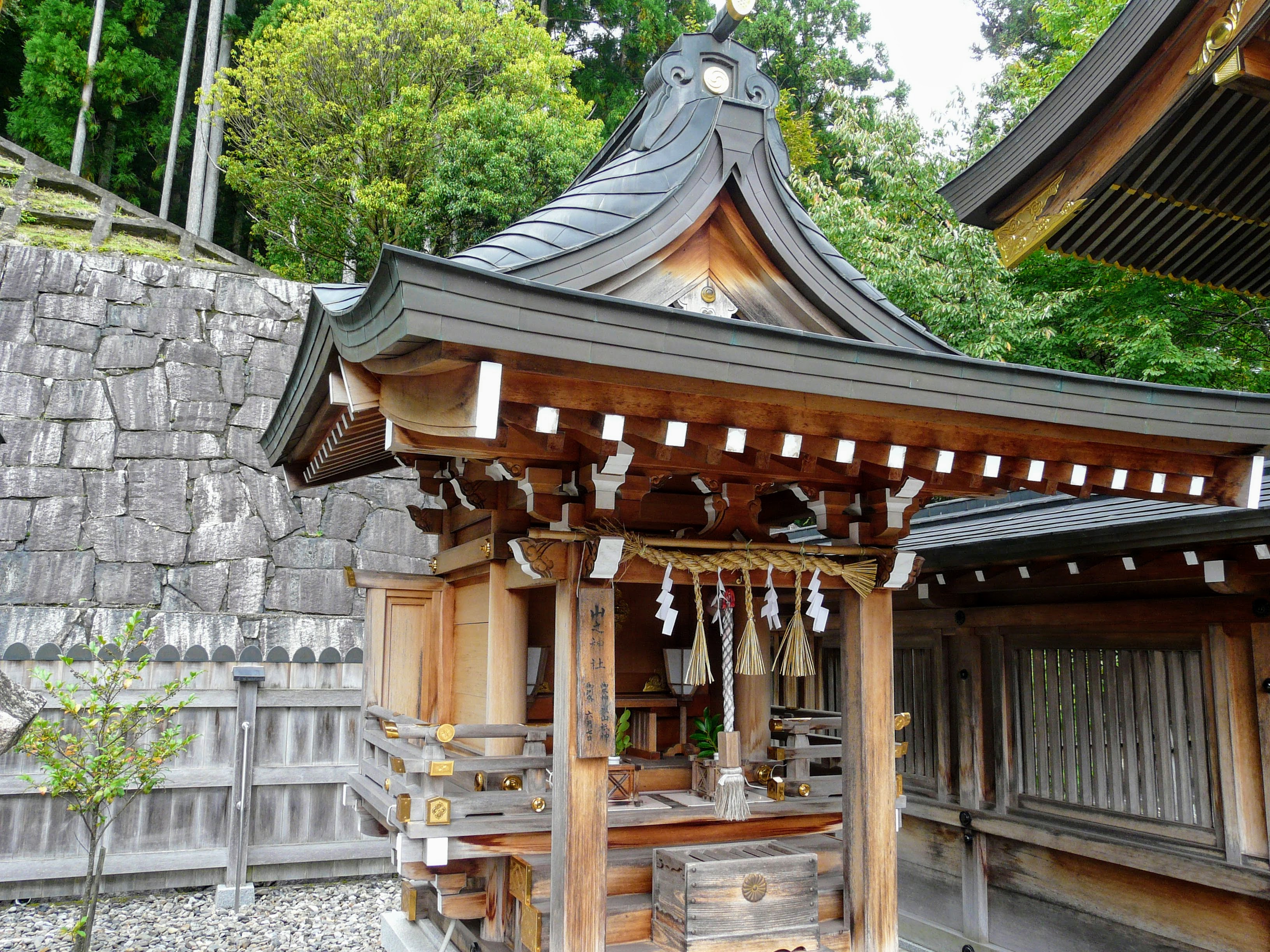
山之神社

## 主な祭事
- 例祭（10月8日） - 明治8年（1875年）以降は、郷社や官幣大社であったこともあり、川上全村の総鎮守として盛大な祭儀が行われたが、社格制度廃止にともない、現在は迫部落のみの祭典となっている。

## 文化財
- 宮の平遺跡

## 現地情報
所在地
- 奈良県吉野郡川上村大字迫167

交通アクセス
- 大和上市駅（近鉄吉野線）から、奈良交通バス（湯盛温泉杉の湯行き）で終点下車